# Rubén Valtierra
Rubén Valtierra (San Rafael, 26 dicembre 1964) è un tastierista e compositore statunitense, conosciuto soprattutto per la collaborazione con il cantante "Weird Al" Yankovic.

## Biografia
Valtierra iniziò gli studi classici all'età di dieci anni. Dopo aver suonato nella banda musicale nella sua scuola, andò all'Università della California, Santa Cruz, e dopo divenne membro della Cabrillo College Big Band. Poi si trasferì a Los Angeles dove cominciò a suonare con alcuni famosi gruppi e artisti, come Santana, Aretha Franklin, Tom Jones, Natalie Cole, Tower of Power, Chick Corea, Elton John e Red Hot Chili Peppers.
Nel 1991 incontrò "Weird Al" Yankovic al 20º anniversario dello show radiofonico del Dr. Demento e decise di unirsi alla sua band.
Quando non si esibisce con Yankovic e gli altri, Valtierra si esibisce con la sua popolare Orchestra Latina.

## Discografia

### Con "Weird Al" Yankovic
- Alapalooza
- Bad Hair Day
- Running with Scissors
- Poodle Hat
- Straight Outta Lynwood